# Brian Glencross
Pour les articles homonymes, voir Glencross.
Brian Glencross, né le 1er mai 1941 à Narrogin et mort le 30 décembre 2022, est un joueur et entraîneur australien de hockey sur gazon.

## Biographie
Brian Glencross fait partie de l'équipe nationale australienne médaillée de bronze aux Jeux olympiques d'été de 1964 à Tokyo et médaillée d'argent aux Jeux olympiques d'été de 1968 à Mexico. Il est aussi cinquième des Jeux olympiques d'été de 1972 à Munich.
Il est entraîneur de l'équipe nationale australienne féminine lors des Jeux olympiques d'été de 1988 à Séoul, où les Australiennes remportent la médaille d'or et lors des Jeux olympiques d'été de 1992 à Barcelone, où elles terminent cinquième.